# Karin Luts

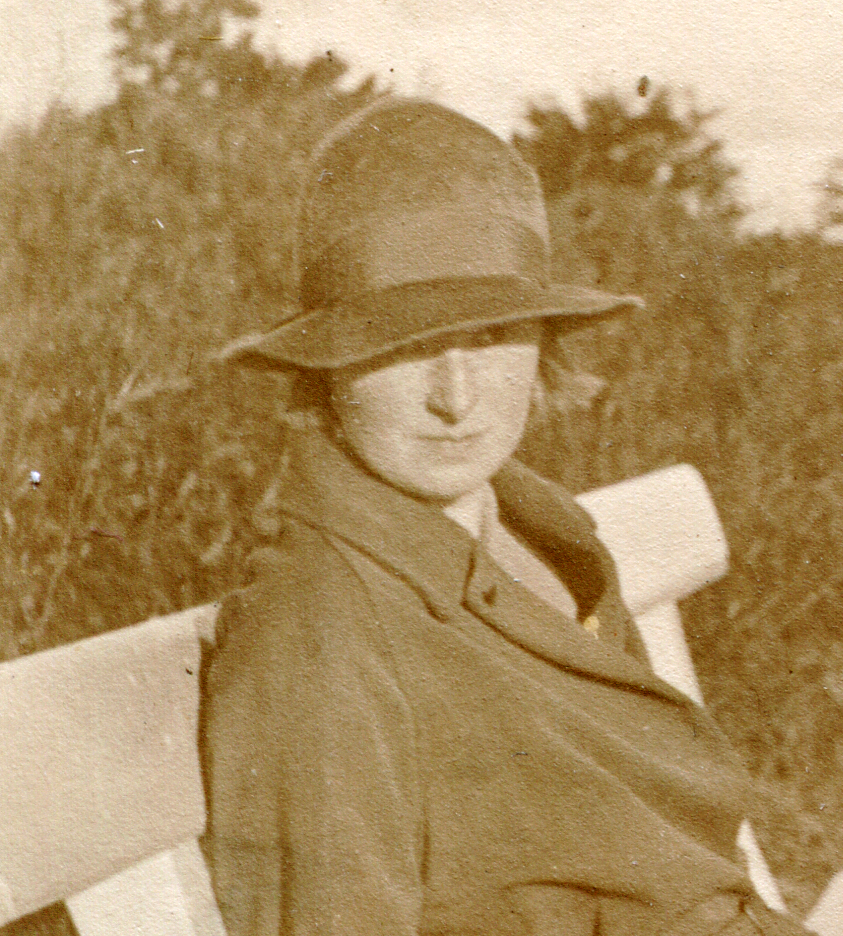
Karin Lutz (1925)

 Karin Luts (* 29. April 1904 in Riidaja, Estland; † 14. Mai 1993 in Stockholm, Schweden) war eine estnisch-schwedische Malerin und Grafikerin.

## Leben und Werk

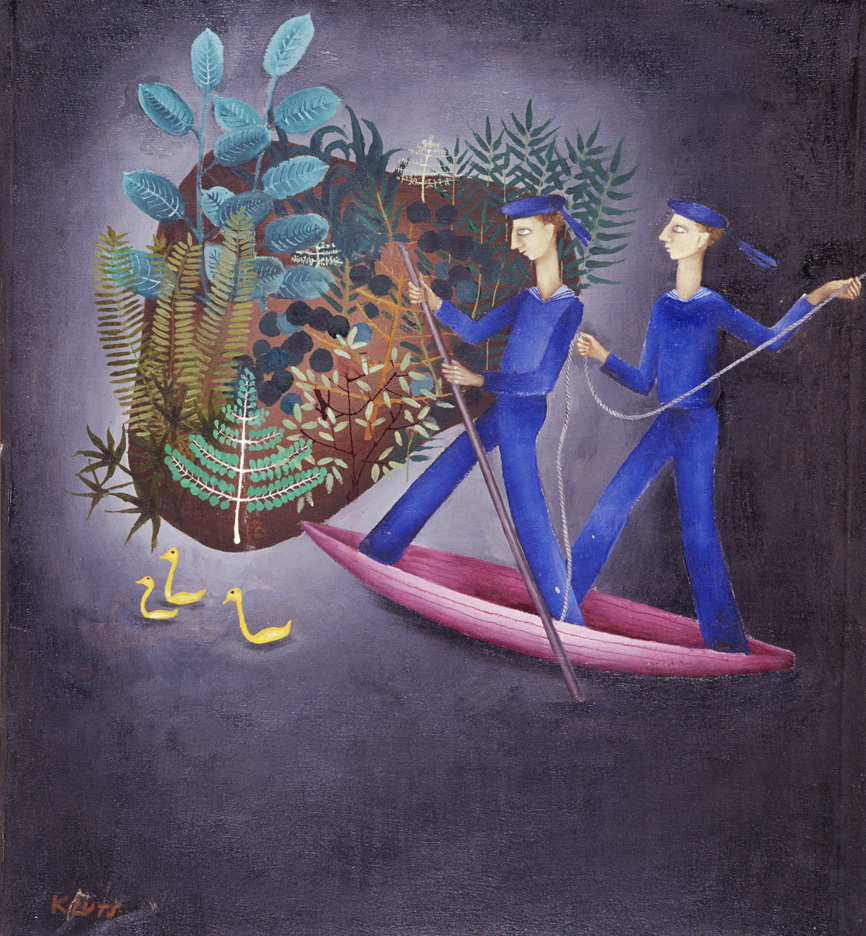
Karin Luts: Kompositsioon. Õnnesaar, 1927

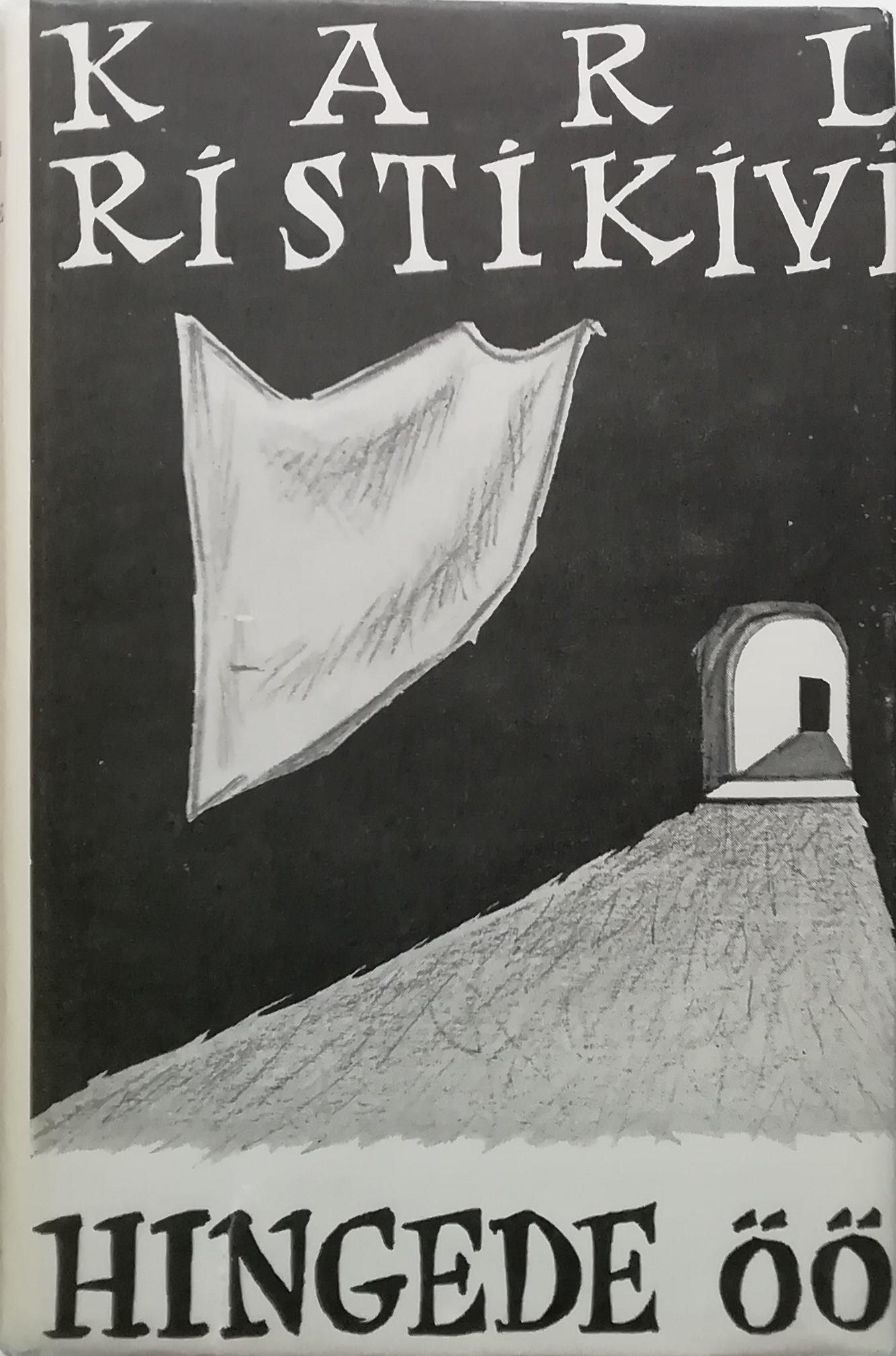
Umschlag von Karin Luts für das Buch von Karl Ristikivi Hingede öö, das 1953 in Schweden veröffentlicht wurde

Luts war eines von vier Kindern des Lehrers Andres und Juuli Mari Luts. Sie erhielt ihren Schulabschluss 1922 am Progymnasium der Estnischen Schulgesellschaft in Pärnu, wo sie bei dem Künstler Konstantin Süvalo lernte. Danach studierte sie an der Kunsthochschule in Pallas, Tartu, bei Konrad Mägi und nach dessen Tod bei Ado Vabbe. Sie lernte Radierung und Lithographie bei Magnus Zeller und machte 1928 ihren Abschluss. Ein Stipendium ermöglichte ihr von 1928 bis 1929 einen Aufenthalt in Paris, wo sie einige Zeit die Académie de la Grande Chaumière besuchte und bei André Lhote studierte.

## Künstlerin in Estland
Sie kehrte nach Estland zurück, um als Künstlerin in Tallinn zu arbeiten und war als Kostümdesignerin und Illustratorin tätig. 1935 begann sie mit Textilentwürfen zu arbeiten. Das Wirtschaftsministerium beauftragte sie, für den Estland-Pavillon der Pariser Weltausstellung 1937 einen Wandteppichentwurf zu erstellen, mit dem sie die Goldmedaille gewann. 
1939 studierte sie als Stipendiatin des Tallinner Frauenklubs am Studio Via Margutta in Rom und arbeitete im Atelier der Künstlerin Gräfin Mola. Von 1940 bis 1941 war sie Dozentin an der Staatlichen Kunsthochschule Konrad Mägi in Tartu, wo sie ihren Ehemann Peeter Arumaa kennenlernte.

## Studium und Tätigkeiten in Schweden
Am Vorabend der sowjetischen Invasion verließ sie Estland 1944 mit ihrem Ehemann in kleinen Booten und floh nach Schweden, wo beide 1950 die schwedische Staatsbürgerschaft erhielten. Im selben Jahr wurde ihr Ehemann zum Professor für Slawische Sprachen an der Universität Stockholm ernannt.
In Schweden begann Luts mit Grafikdesign und studierte von 1960 bis 1968 Grafik bei A. Gross-Eriksson in Stockholm und 1967 und 1969 in Salzburg bei Johnny Friedlaender. Sie studierte in Stockholm 1968 Glasmalerei, 1971 Monumentalmalerei und von 1960 bis 1970 Kunstgeschichte am Italienischen Institut.
Luts starb 1993 in Stockholm. Sie vermachte ihre Gemälde und Grafiken dem Tartu Kunstimuuseum und ihr umfangreiches literarisches Erbe (Tagebücher, Korrespondenz) dem Estnischen Literaturmuseum, wo auch die Peeter-Arumaa-Stiftung ihres Mannes aufbewahrt wird.

## Stilrichtungen ihrer Werke
Luts begann ihre Arbeit in der zweiten Hälfte der 1920er Jahre mit Kompositionen, die stark vom Stil der deutschen Neuen Sachlichkeit beeinflusst waren. In den 1930er Jahren wurde ihre Malerei vom Postimpressionismus beeinflusst. Ab den frühen 1950er Jahren malte sie wieder Stillleben und schuf Aquarelle mit italienischen Motiven. In der freien Grafik fertigte sie ab den 1960er Jahren Lithografien und Farbstiche an, in denen sich das Figurative mit dem Abstrakten verschränkt und Mitte des Jahrzehnts die Form abstrakter wurde.

## Mitgliedschaften
1939 wurde sie zusammen mit Aino Bach und Salome Treiga Mitglied des Kunstvereins Pallas, außerdem war sie Mitglied von Eesti Kujutavate Kunstnikkude Keskühing (EKKKÜ) und Verband Angewandter Künstler (RaKü). Sie war ab 1963 Mitglied des Schwedischen Künstlerinnenverbandes (Föreningen Svenska Konstnärinnor), ab 1964 Mitglied des Schwedischen Künstlerverbandes, Mitglied der Pariser Union des Femmes Peintres et Sculpteurs und Ehrenmitglied des Roman Artist Independent.

## Ausstellungen (Auswahl)
- 2004: Karin Luts. Konflikte und Bekenntnisse, Kunstmuseum Tartu

## Auszeichnungen und Ehrungen
- 1963: Tavolozza d’oro, Mailand
- 1969: Medaglia d’argento, Rom
- Das Gemälde Comédie-Française von Karin Luts aus dem Jahr 1939 ist auf der estnischen Briefmarke von 2018 abgebildet, die in der Reihe Klassiker der estnischen Malerei erschienen ist[8]

## Werke (Auswahl)

Prof. Gustav Suitsu portree, 1943
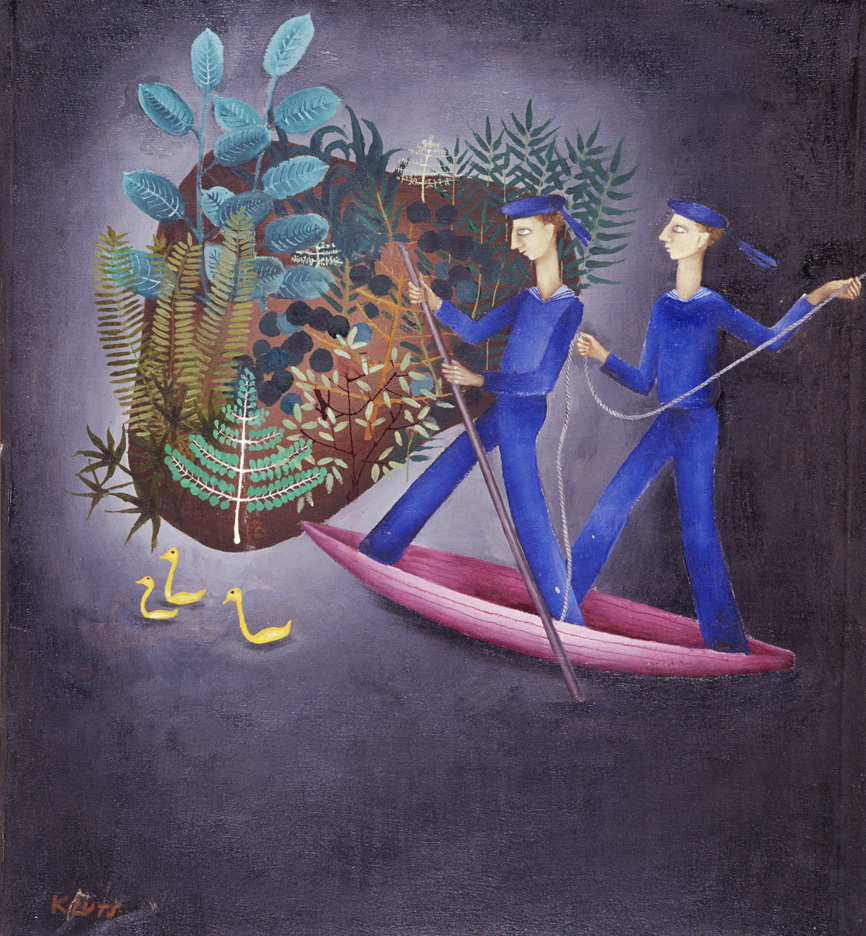
Kompositsioon. Õnnesaar, 1927
Aednik, 1928
Süüta laste tapmine, 1928
Leerilapsed, 1936
Kaluritüdruk rannal, 1943